# Forest Town
Forest Town – dzielnica miasta Mansfield, w Anglii, w hrabstwie Nottinghamshire, w dystrykcie Mansfield. Leży 23 km na północ od miasta Nottingham i 196 km na północ od Londynu. W 2001 roku dzielnica liczyła 8288 mieszkańców.